# Szőnyegmadárbirs

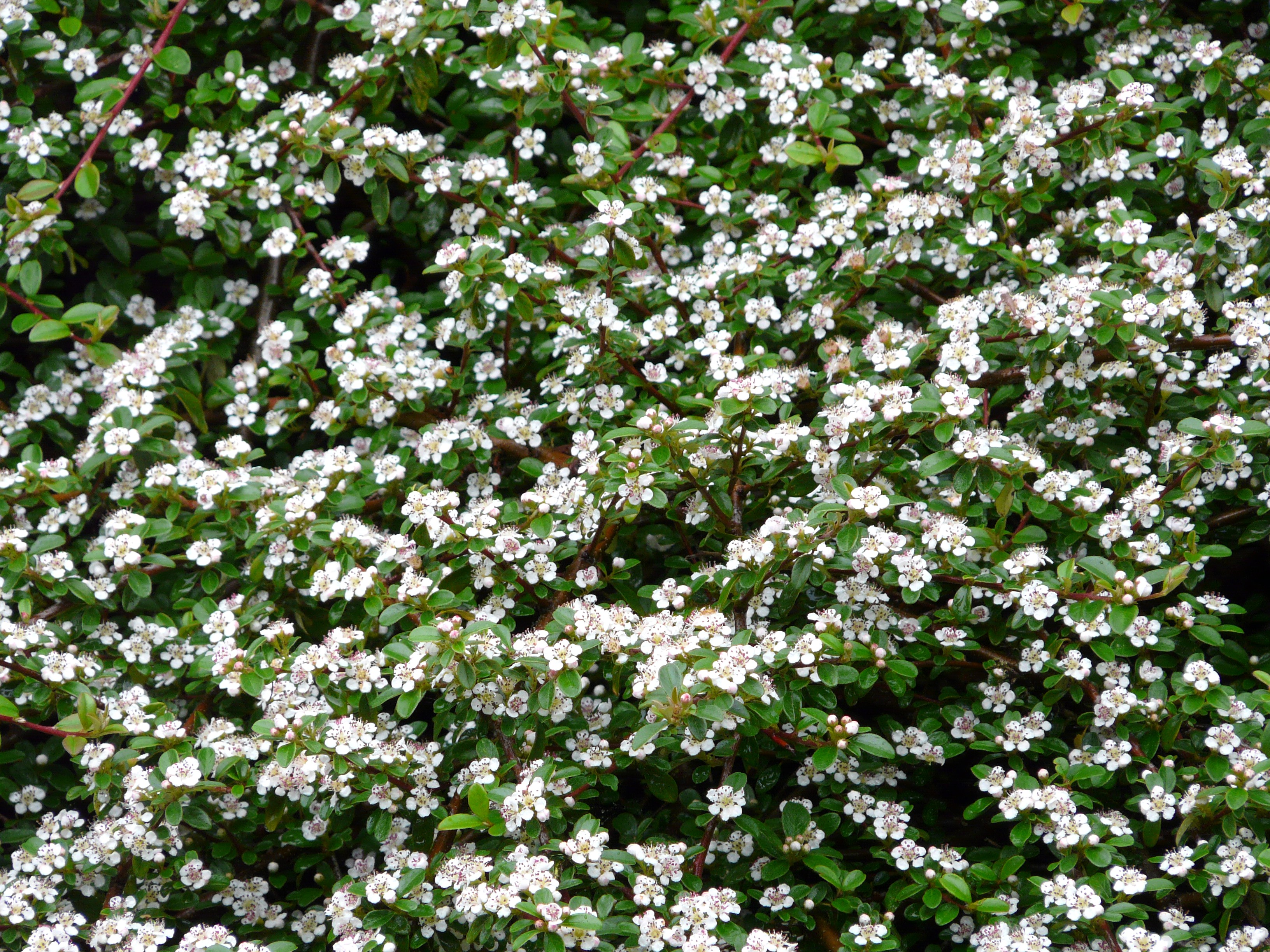
Virágnyílás idején

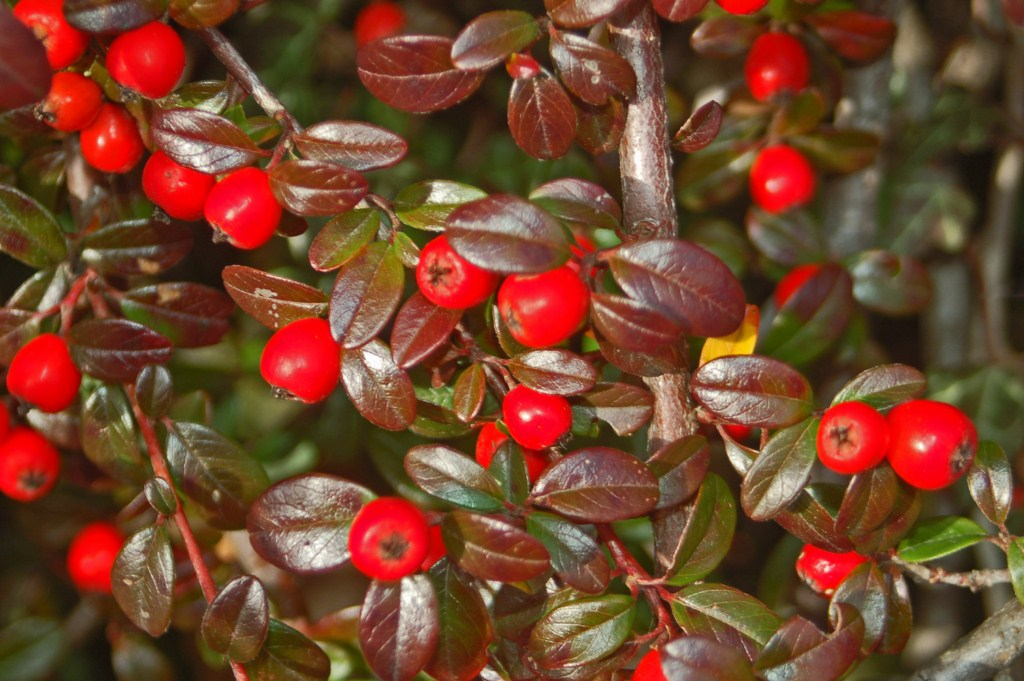
Bogyói és őszi levelei

A szőnyegmadárbirs (Cotoneaster dammeri) a rózsafélék (Rosaceae) almafélék (Amygdaloideae) alcsaládjába sorolt madárbirs (Cotoneaster) növénynemzetség egyik faja.

## Származása, elterjedése
Őshazája Kína (Kanszu, Kujcsou, Hupej, Szecsuan, Jünnan tartományokban), Svájcban és Szlovákiában a betelepített kerti dísznövények kivadultak, és özönnövényként terjednek.

## Megjelenése, felépítése
Kifejezetten alacsony (50 cm-nél nem magasabb) cserje; a földön kúszó hajtásai legyökereznek.
Tojásdad, bőrszerű levelei fényes sötétzöldek; egyesek levelei ősszel vöröses árnyalatot öltenek. Fonákjukon az erek erősen kiemelkednek.
Apró, fehér virágai magányosan vagy csoportokban nyílnak.

## Életmódja, termőhelye
Igénytelen: a nedves talajt kedveli, de száraz termőhelyen is megél. A napos vagy félárnyékos helyet, a vizet jól áteresztő talajt meghálálja. Metszéssel csak az elhalt vagy beteg ágakat kell eltávolítani.
Örökzöld. Májustól virágzik; bogyói a nyár végén – ősz elején érnek be.
Kártevői az egyéb madárbirseknél megszokottak.

## Felhasználása
Kertekben védett falak mellé és sziklakertekbe, illetve ritkásan álló fák közé, talajtakarónak ültetik. A sírokon is szép, mert egészen alacsony marad, és ágai között felmagasodhatnak például a hagymás virágok, amikhez nagyon jó háttér.

## Alfajok, változatok
Alfaj:
- C. d. subsp. songmingensis C. Y. Wu & Lihua Zhou — egyes álláspontok[2] szerint nem önálló faj, hanem a teljes faj szinonímája.

Változat:
- C. d. var. radicans C.K. Schneid. — a leggyakrabban ültetett fajta. Talajtakarónak alkalmas cserje, amit az 1–2 cm hosszú, fényes levelek hátterén feltűnő, fehér virágok, illetve (ősszel) piros termések tesznek igazán látványossá. Az alapfajnál kevésbé igényes, és gyorsabban is nő. Száraz helyen nemcsak rosszul érzi magát, de a tetvek (kaliforniai pajzstetű, vértetű) is erősebben károsítják.

Kertészeti változatok:
- C. d. 'Belka' — a Magyarországon legtöbb helyen kapható fajta
- C. d. ’Park Teppich’ — levelei lándzsásak. Júniusban virágzik; bőven terem.[4]
- C. d. 'Major' — lassan növő fajta[5]

A tibeti madárbirssel (C. conspicuus) alkotott hibride: C. x suecicus kisebb levelű és kevésbé terülő jellegű. Ennek kertészeti változatai:
- C. x suecicus 'Skogholm'
- C. x suecicus 'Coral beauty' — 20–30 cm magas. Júniusban virágzik, termése korallpiros.[6]

Téves fajtanevek:
- A  C. d. 'Eichholz' néven árult fajta valójában nem a szőnyegmadárbirs, hanem a kúszó madárbirs (C. radicans) kertészeti változata. Lassú növő, de ugyancsak terülő örökzöld.[5]
- A  C. d. 'Queen of Carpets' néven árult fajta valójában nem a szőnyegmadárbirs, hanem a törpe madárbirs (C. procumbens) kertészeti változata.